# لوح زمرد

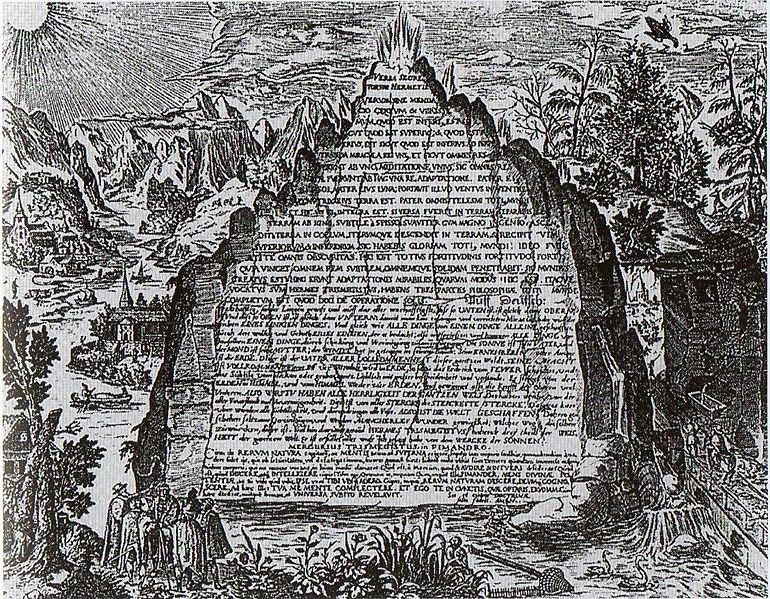
نگاره‌ای از لوح زمرد مربوط به قرن هفدهم، اثر هنریش خانراث، ۱۶۰۶

لوح زُمُرُّد لوحی افسانه‌ای که معتقدان به تعالیم هرمسی معتقد بودند راز سنگ کیمیا بر روی آن حک شده‌است.
روی آن‌ها به‌طور مشخص زبان آتلانتیس باستانی کنده‌کاری شده‌است.

## جزئیات
ثوث( تحوت thoth) سه بار متولد شده. در این تجسد او دانش خود را به صورت سامانه رمزی جدیدی در الواح زمرد نوشت. ده لوح برای این کار استفاده و ترجمه شده‌اند که در هرم بزرگ توسط کاهنان هرم محافظت می‌شدند. این ده لوح برای سهولت کار به سیزده قسمت تقسیم شده‌اند. دو تای آخر مطالبشان به اندازه‌ای غیرقابل باور و اهمیت آن‌ها به اندازه‌ای بوده که برای انتشار در سطح وسیع در دنیا ممنوع شد. به هر حال آن‌ها شامل رازهایی هستند که ارزش فوق‌العاده‌ای دارند و بعدها توسط جویندگان جدی اثبات خواهد شد. آن‌ها باید مطالعه شوند، نه برای یک دوره، اما برای صدها دوره ممکن است معنی واقعی آن آشکار شود. مطالعه تصادفی آن هم به ما نظرهای اجمالی زیبایی خواهد داد. اما اگر مطالعه بیشتر و متمرکزتری داشته باشیم یقیناً جوینده، خردش شکوفاتر می‌شود. اما اکنون جملات مربوط به این رازهای قدرتمند چگونگی شان بر مردمان امروزی پس از مدت‌های طولانی پنهان بودن آشکار شده‌اند. کمی قبل از سیزده قرن قبل از میلاد، در مصر، خِم باستانی، آشوبی به وجود آمده بود و نمایندگان بسیاری از طرف کاهنان به دیگر قسمت‌های جهان فرستاده شدند. در بین آن‌ها کاهنانی از هرم بودند که الواح زمرد را با خود حمل می‌کردند به عنوان طلسم برای تمرین اقتدار به صورت محدود در مستعمرات گوناگون آتلانتیس و نژادهای مختلفشان.
این الواح این‌گونه فهمیده می‌شدند که این افسانه‌ای است حامل قدرتی از تت. گروه‌های خاصی از کاهنان که الواح را حمل می‌کردند به آمریکای جنوبی مهاجرت کردند تا در آنجا نژاد جدیدی را بنیان‌گذاری کنند. مایاها کسانی هستند که بیشترین خرد باستانی را به یاد می‌آورند. در بین آن‌ها کاهنانی مستقر شدند. در دهمین قرن مایاها به‌طور کامل در یوکاتان ساکن شدند. الواح را در زیر قربانگاه بزرگ معبد خدای خورشید قرار دادند. بعد از پیروزی اسپانیائی‌ها بر مایاها، شهرها و گنج‌های آن‌ها متروک و فراموش شدند. باید درک کرد که هرم بزرگ در مصر که اینچنین ساکت است در واقع آغازی بسوی رازهاست. مسیح و سلیمان و آپولونیوس، رودیوس او کتابداری در کتابخانه اسکندریه بود که داستان حماسی آرگانوتیکا را در آنجا پیدا و منتشر کرد، این داستان مربوط می‌شود به حماسه اسطوره‌ای جیسون و جستجوی آرگوناتوس برای پیدا کردن پشم زرین و دیگران شروعشان در آنجاست.

## متن لوح
- من اینجا فقط حقیقت را می‌گویم و نه چیز دیگری.
- هرآنچه در پایین است پژواک آن چیزی است که در بالا است؛ و هر آنچه در بالاست پژواک آن چیزی است که در پایین است. شخص بایستی از این آگاه باشد تا درکی از آن یکتای ابدی به‌دست آورد.
- هر چیزی که به وجود می‌آید به خاطر اراده آن یکتای ابدی است. تمام اشیای مادی از طریق متراکم کردن انرژی به وسیلهٔ آن یکتای ابدی جلوه گر می‌شوند.
- خورشید پدر دنیای فیزیکی و ماه مادر آن است، روح القدس روح‌های پرورش یافته را به ارمغان می‌آورد و زمین آن‌ها را تغذیه می‌کند. پدر تمامی این پیشرفت‌ها در کل گیتی، همیشه و همه جا حاضرست.
- قدرتش مافوق همه قدرت هاست. او از هر چیز دیگری برتراست و اوست که با قدرت تام در روی زمین جلوه گر شده‌است.
- بنابراین خاک را از آتش جدا کنید، سخت و فشرده را از لطیف و بسیط! با کرداری همراه با درک و احتیاط فراوان و ترسی آمیخته با احترام و شگفتی.
- آتشی لطیف و ملایم بشوید و سرور و شادمانی را درک کنید. بدین گونه شما به اتحاد دست می‌یابید. سپس به زمین برگردید و شما از ظریف ترین‌ها آگاهی خواهید یافت و قادر خواهید بود به طرز مؤثری کاستی‌ها را دگرگون کنید.
- این به معنی خواهد بود که شما به افتخار اتحاد با آن یکتای ابدی نایل شده‌اید و خودتان را از جهل و تاریکی رهانیده‌اید.
- قدرت آن یکتای ابدی در زیر هر چیزی حضور دارد. زیر هم سخت و فشرده‌ترین آن‌ها و هم زیر لطیف‌ترین و بسیط‌ترین آنها_ و هر دو را کنترل می‌کند. از این طریق است که گیتی هست می‌شود؛ و سپاس به این ارتباط دهنده شگفت‌انگیز همه چیز. پیدایش ادامه دارد.
- به این وسیله دنیا ایجاد شده‌است.
- به همین خاطر است که نام من هرمس ترایسبورن (سه مرتبه متولد شده) هستم زیرا من در تمامی سه ناحیه وجود نقش بازی می‌کنم و صاحب خرد کل گیتی هستم.
- و کامل است چیزی که من باید مورد کار خورشید می‌گفتم.